# ردیاب‌های میکروسکوپ الکترونی عبوری

نموداری که نشان دهنده طراحی اولیه آشکارسازهای الکترونی همراه با جرقه زننده (scintillator) غیر مستقیم و مستقیم است

فناوری‌های بسیاری برای تشخیص و ضبط تصاویر، الگوهای پراشی و طیف‌های کاهش انرژی الکترون وجود دارد که از میکروسکوپ الکترونی عبوری (TEM) استفاده می‌کنند.

## تکنیک‌های تشخیص سنتی
به‌طور سنتی، یک تصویر میکروسکوپ الکترونی عبوری (TEM) یا الگوی پراش می‌تواند با استفاده از یک صفحه نمایش فلورسنت مشاهده شود. این صفحه فلورسنت متشکل از سولفید روی (ZnS) پودر شده یا سولفید روی/سولفید کادمیم (ZnS / CdS)، که توسط پرتو الکترون از طریق درخشندگی کاتودی (Cathodoluminescence) برانگیخته می‌شود. پس از آنکه تکنسین میکروسکوپ می‌تواند تصویر مناسبی را در صفحه نمایش خود مشاهده کند، تصاویر می‌توانند روی فیلم عکاسی ضبط شوند. برای میکروسکوپ‌های الکترونی، فیلم به‌طور معمول از یک لایه ژلاتین و امولسیون هالید نقره بر روی یک لایه پلاستیکی تشکیل شده‌است. هالید نقره با قرار گرفتن در معرض پرتو الکترون به نقره تبدیل می‌شود، سپس فیلم می‌تواند از نظر شیمیایی آماده تشکیل تصویر شود، که می‌تواند برای تجزیه و تحلیل با استفاده از اسکنر فیلم، دیجیتالی شود. در میکروسکوپ‌های الکترونی مدرن، فیلم تا حد زیادی توسط ردیاب‌های الکترونیکی جایگزین شده‌است.

## دوربین‌های دیجیتال CCD

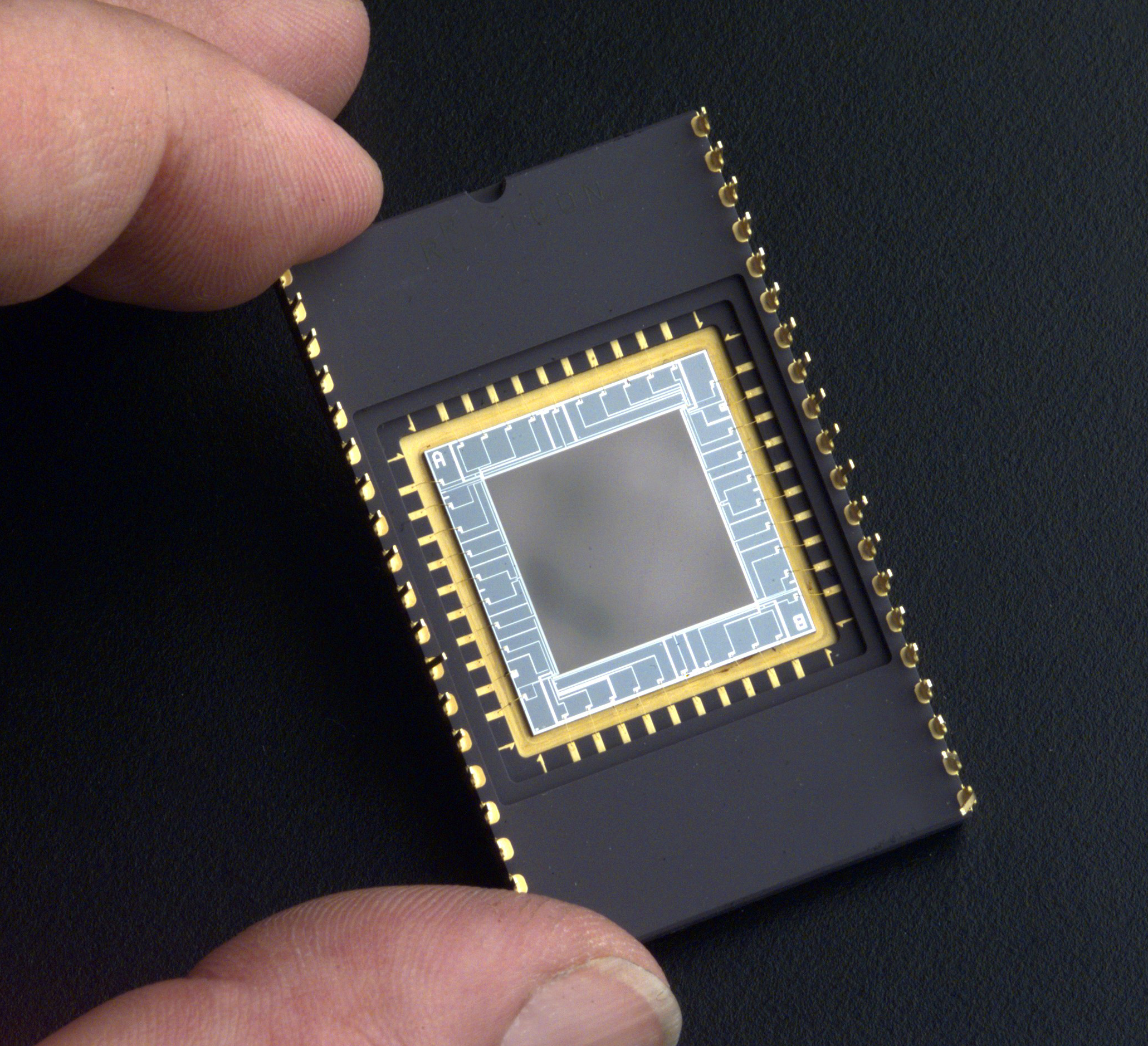
سنسور CCD ارتقا یافته برای تصویربرداری فرابنفش

دوربین‌های دیجیتال با حسگر CCD برای اولین بار در دهه ۱۹۸۰ برای میکروسکوپ الکترونی عبوری استفاده شدند و بعد از این تاریخ به‌صورت گسترده مورد استفاده قرارگرفتند. برای استفاده در TEM، حسگر CCD به‌طور معمول با یک جرقه‌زننده (scintillator) مانند تک بلور گارنت آلومینیوم ایتریوم (YAG) که در آن الکترونهای پرتو الکترون به فوتون تبدیل می‌شوند، جفت شده و سپس از طریق صفحه فیبر نوری به سنسور CCD منتقل می‌شوند. دلیل اصلی این امر این است که قرار گرفتن مستقیم در معرض پرتوی الکترون پر انرژی باعث آسیب رساندن به حسگر CCD می‌شود. یک CCD رایج برای TEM همچنین دارای یک دستگاه خنک‌کننده پلتیر (Peltier) است تا دمای سنسور را تا حدود منفی ۳۰ درجه سانتیگراد کاهش دهد، که باعث کاهش جریان تاریک و بهبود سیگنال به نویز می‌شود.

## دوربین‌های دیجیتال CMOS
اخیراً، دوربین‌های جرقه زنی و فیبر نوری کوپل شده بر اساس الکترونیک مکمل نیمه رسانای اکسید فلز (CMOS) برای تصویر میکروسکوپ الکترونی عبوری (TEM) در دسترس قرار گرفته‌اند. دوربین‌های CMOS در مقایسه با دوربین‌های CCD دارای مزایایی برای میکروسکوپ الکترونی هستند. یکی از این مزایا این است که دوربین‌های CMOS نسبت به دوربین‌های CCD کمتر در معرض درخشان شدن (blooming) هستند که به معنی گسترش بارالکتریکی از پیکسل‌های اشباع شده به پیکسل‌های مجاور است. مزیت دیگر این است که دوربین‌های CMOS می‌توانند سرعت بازخوانی بیشتری داشته باشند.

## ردیاب‌های الکترون مستقیم
استفاده از دستگاه‌های جرقه زننده برای تبدیل الکترون به فوتون در دوربین‌های CCD و CMOS باعث کاهش کارایی تشخیص کوانتومی (DQE) این دستگاه‌ها می‌شود. آشکارسازهای الکترونی مستقیم، که فاقد جرقه‌زننده هستند و مستقیماً در معرض پرتوی الکترون قرار می‌گیرند، معمولاً DQE بالاتری نسبت به دوربین‌های مجهز به جرقه زنی ارائه می‌دهند. دو نوع اصلی ردیاب الکترونی مستقیم وجود دارد که هر دو برای اولین بار در سال ۲۰۰۰ برای استفاده در میکروسکوپ الکترونی معرفی شدند.
- یک ردیاب پیکسل ترکیبی (hybrid pixel detector)، همچنین به عنوان ردیاب آرایه پیکسل (PAD) شناخته می‌شود، دارای یک تراشه حسگر است که به یک تراشه الکترونیکی جداگانه متصل است و هر پیکسل به‌طور موازی خوانده می‌شود. پیکسل‌ها به‌طور معمول گسترده و ضخیم هستند، به عنوان مثال ۱۵۰*۱۵۰*۵۰۰ میکرومتر برای ردیاب آرایه پیکسل میکروسکوپ الکترونی (EMPAD) توسط تیت و همکاران توصیف شده‌است.[۱۰] این اندازه بزرگ پیکسل به هر پیکسل اجازه می‌دهد تا الکترونهای با انرژی بالا را به‌طور کامل جذب کند، و دامنه دینامیکی بالا را امکان‌پذیر می‌کند. با این حال، اندازه بزرگ پیکسل تعداد پیکسل‌هایی را که می‌توان در یک سنسور گنجانید محدود می‌کند.[۱۰]
- یک سنسور پیکسل فعال یکپارچه (monolithic active pixel sensor or MAPS) برای میکروسکوپ الکترونی عبوری (TEM) یک آشکارساز مبتنی بر CMOS است که توسط تابش اشعه سخت شده‌است تا در برابر قرار گرفتن در معرض مستقیم پرتو الکترون مقاومت کند. لایه حساس MAPS به‌طور معمول بسیار نازک است و ضخامتی به کوچکی ۸ میکرومتر دارد.[۱۱] این باعث کاهش پراکندگی عرضی الکترونها از پرتوی الکترون در لایه تشخیص‌دهنده حسگر می‌شود، که برای اندازه پیکسل‌های کوچکتر به عنوان مثال ۶/۵*۶/۵ میکرومتر برای یک الکترون مستقیم مجاز است. اندازه پیکسل کوچکتر اجازه می‌دهد تعداد زیادی از پیکسل‌ها در یک سنسور گنجانده شوند، اگرچه دامنه پویایی معمولاً محدودتر از یک ردیاب پیکسل ترکیبی است.[۱۲]